# Hupikék törpikék – Az elveszett falu
A Hupikék törpikék – Az elveszett falu (eredeti cím: Smurfs: The Lost Village) 2017-ben bemutatott egész estés amerikai 3D-s számítógépes animációs film, amelyet Kelly Asbury rendezett. Az animációs játékfilm producere Jordan Kerner. A forgatókönyvet Stacey Harman és Pamela Ribon írta, a zenéjét Christopher Lennertz szerezte. A mozifilm a Sony Pictures Animation gyártásában készült, a Columbia Pictures forgalmazta.
Amerikában 2017. április 7-én, Magyarországon 2017. március 30-án mutatták be a mozikban.
A filmet eredetileg folytatni kívánták másik animációs mozifilmmel, de helyette – az új szereplőkkel és az animációs stílus átemelésével – 3D TV-sorozat készült.

## Szereplők
| Szereplő            | Eredeti hang       | Magyar hang          |
| ------------------- | ------------------ | -------------------- |
| Törpilla            | Demi Lovato        | Szabó Zsófi          |
| Törpapa             | Mandy Patinkin     | Szabó Sipos Barnabás |
| Ügyifogyi           | Jack McBrayer      | Szalay Csongor       |
| Okoska              | Danny Pudi         | Kovács Lehel         |
| Törperős            | Joe Manganiello    | Szabó Győző          |
| Hókuszpók           | Rainn Wilson       | Gyabronka József     |
| Sziamiaú            | Frank Welker       | saját hangján        |
| Monty (keselyű)     | Dee Bradley Baker  | saját hangján        |
| Törpfűzi            | Julia Roberts      | Básti Juli           |
| Törpvihar           | Michelle Rodriguez | Gubik Petra          |
| Törpvirág           | Ellie Kemper       | Bogdányi Titanilla   |
| Törpliliom          | Ariel Winter       | Laudon Andrea        |
| Törpmelódia         | Meghan Trainor     | saját énekhangján    |
| Katti (katicabogár) | Bret Marnell       | N/A                  |
| Ügyi                | Bret Marnell       | N/A                  |
| Kondér              | Brandon Jeffords   | N/A                  |
| Péktörp             | Gordon Ramsay      | Jókuti András        |
| Dulifuli            | Jake Johnson       | Király Attila        |
| Törpojáca           | Tituss Burgess     | Seszták Szabolcs     |
| Tréfi               | Gabriel Iglesias   | Karácsonyi Zoltán    |
| Kertitörp           | Jeff Dunham        | Kisfalusi Lehel      |
| Kotnyeli            | Kelly Asbury       | Markovics Tamás      |

- További magyar hangok: Bajor Lili, Bárány Virág, Bergendi Áron, Berkes Boglárka, Bognár Tamás, Bor László, Bordás János, Csépai Eszter, Csuha Bori, Debreczeny Csaba, Hábermann Lívia, Hám Bertalan, Hay Anna, Hermann Lilla, Kis-Kovács Luca, Lovas Dániel, Seder Gábor